# Blaesoxipha misriella
Blaesoxipha misriella är en tvåvingeart som beskrevs av Andy Z. Lehrer 2002. Blaesoxipha misriella ingår i släktet Blaesoxipha och familjen köttflugor.
Artens utbredningsområde är Egypten. Inga underarter finns listade i Catalogue of Life.